# Ludlow (gietmachine)

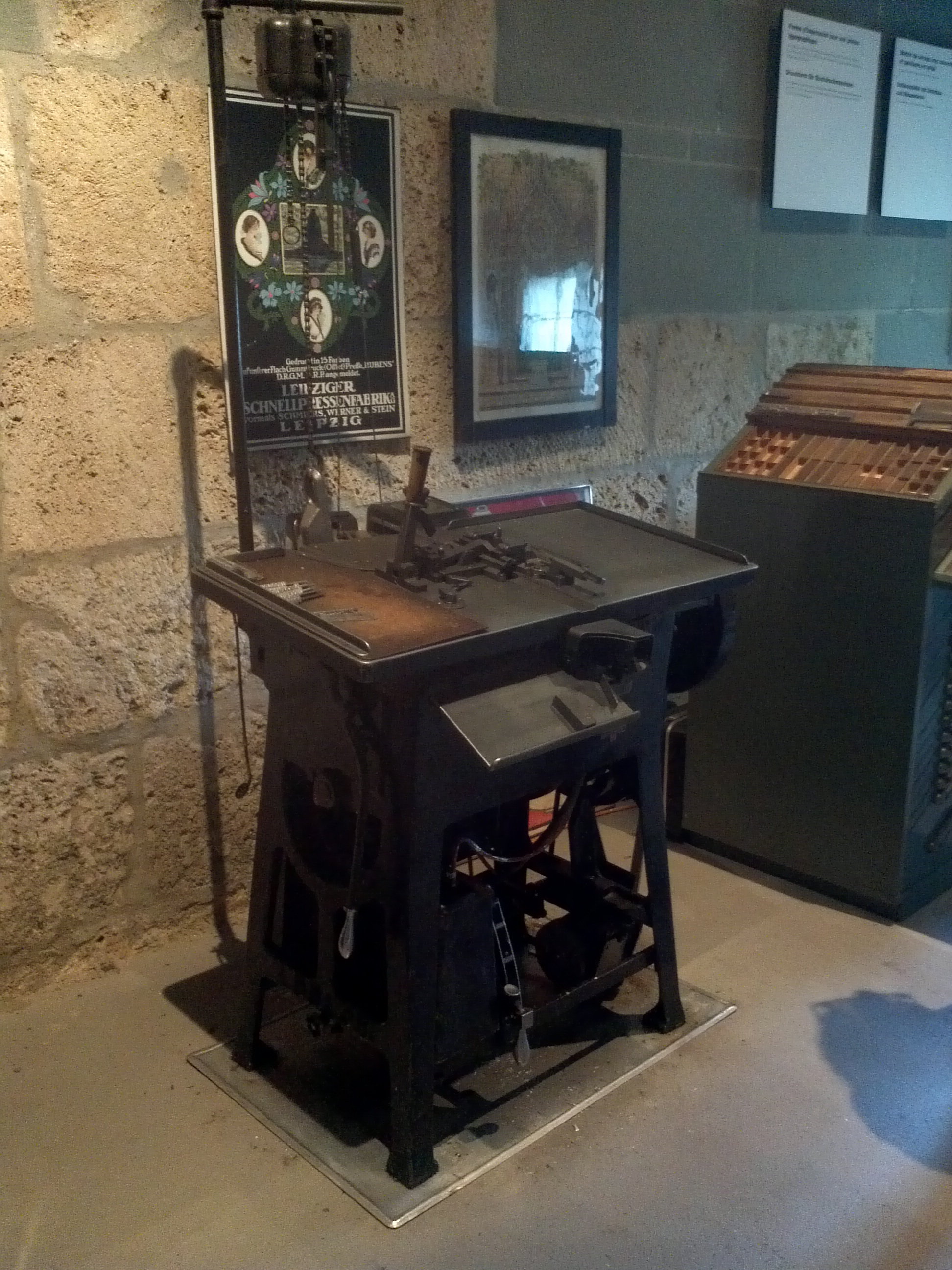
Functionele Ludlow-gietmachine in het Gutenberg Museum in Fribourg, Zwitserland

De Ludlow is een zetmachine die gegoten loden regels produceert. De loden letters staan niet los van elkaar maar vormen een blok. Daarmee konden de grotere korpsen – 12 punt tot 72 punt – worden gegoten, maar ook voor de kleinere korpsen – 6, 8, 10 punt – waren matrijzen leverbaar. Matrijzen worden met de hand in een zethaak geplaatst. In de Ludlow wordt de hele regel in een keer gegoten.
De firma Ludlow Typograph werd gesticht in 1906 door Washington I. Ludlow en William A. Reade. De uitvinding van deze gietmachine, door Reade, dateert van 1909.
De Ludlow werd vooral gebruikt voor het zetten van koppen voor kranten en tijdschriften. Gietmachines leverden een grote tijdsbesparing op in vergelijking met het handmatige letterzetten. Bovendien werden telkens nieuwe letters gegoten, zodat geen slijtage ontstond zoals bij handletters. Met de opkomst van de offset verdween in Europa de Ludlow uit de drukkerijen. Sommige grafische musea herbergen nog Ludlow-gietmachines.
Een vergelijkbare machine werd ook gemaakt door de firma Mergenthaler Linotype onder de naam "All Purpose Linotype".